# Telescopi catadiòptric
Un telescopi catadiòptric és una modalitat del telescopi reflector que va ser inventat a la dècada dels anys 30 del segle xx per l'òptic Bernhard Schmidt (1879-1935), que tallava lents i miralls per a l'astronomia. És un sistema que combina dos miralls i un lent. Seguint el principi bàsic del telescopi Cassegrain, la diferència consisteix en l'addició del lent corrector a l'extrem frontal del tub òptic.

## Estructura
El telescopi catadiòptric té una estructura composta en termes generals, d'una lent correctora a la boca del telescopi, que envia el feix de llum rebut al mirall situat al fons del tub; aquest mirall te en el centre un forat o forat d'una mida calculada. El feix de llum és reflectit fins a un mirall secundari que al seu torn torna a enviar el feix de llum, comprimit cap a l'orifici del primari, aquí és recollit per l'ocular o pel mirall diagonal i d'aquí a l'ocular. Hi ha diversos dissenys de catadiòptric, el més comú i utilitzat és el model Schmidt-Cassegrain.

## Tipus

### Catadiòptric Schmidt-Cassegrain

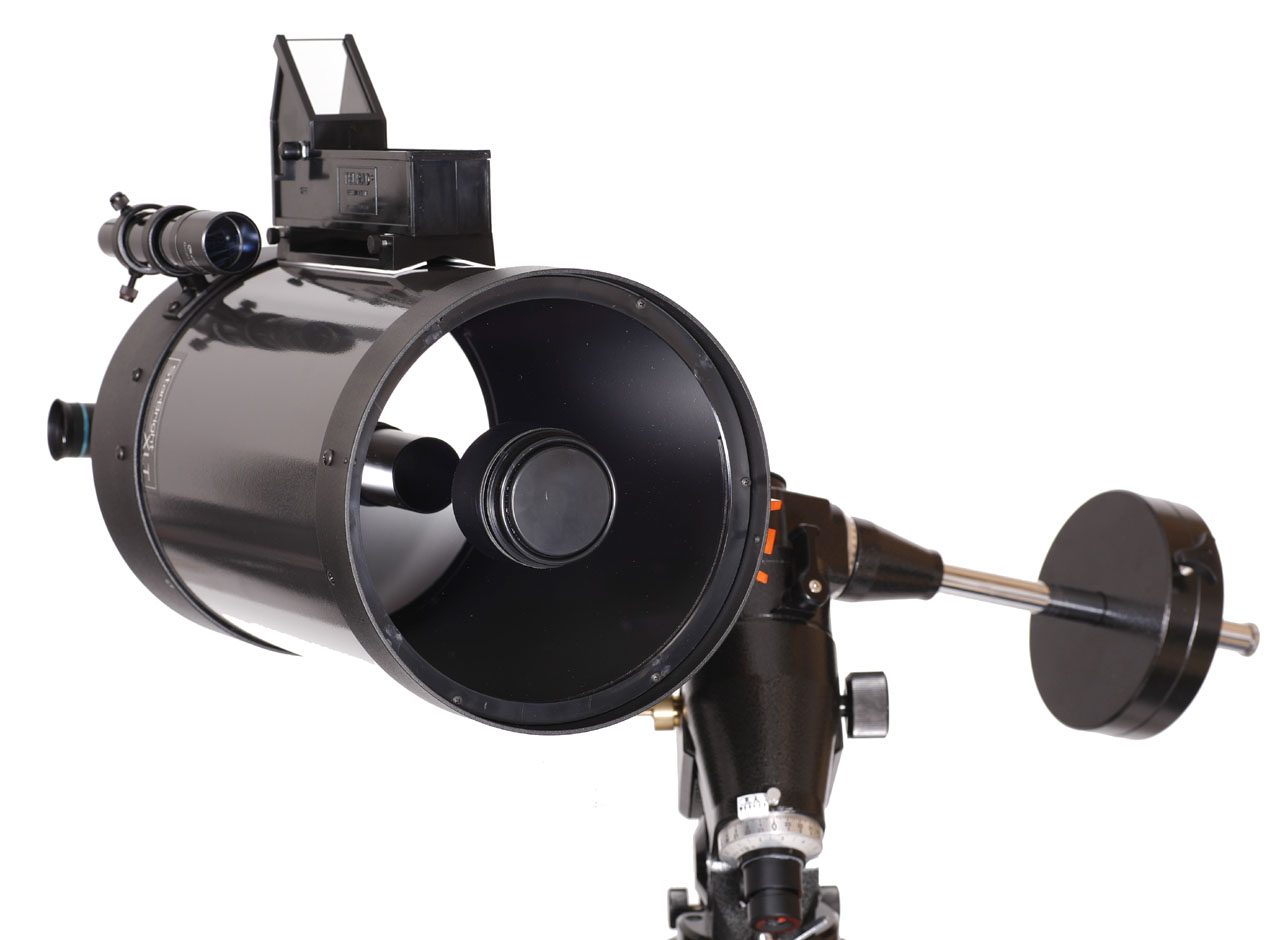
Telescopi Schmidt-Cassegrain

El disseny catadiòptric més conegut és el Schmidt-Cassegrain. El seu principal benefici és que és altament portàtil. Això en fa el telescopi més àmpliament comercialitzat. La combinació d'obertura i longitud focal és bona per a usos generals, com ara gaudir l'observació de planetes, estrelles dobles, la Lluna, els planetes, nebuloses, cúmuls i galàxies.

#### Avantatges
- Varietat d'obertures disponibles al mercat. (3 "a 16")
- La longitud focal no implica longitud de l'instrument. Són els telescopis més curts.
- Altament portàtil. Es munta i desmunta amb facilitat.
- Hi ha un ampli rang d'accessoris disponibles.
- Té un preu moderat.
- Són menys sensibles a vibracions, com les provocades pel vent.

#### Desavantatges
- El disseny és sensible a la curvatura de camp. Corregible amb el Reductor / Corrector.
- L'obstrucció del mirall secundari és d'un 30% del diàmetre, reduint així el contrast i nitidesa.

### Catadiòptric Maksutov

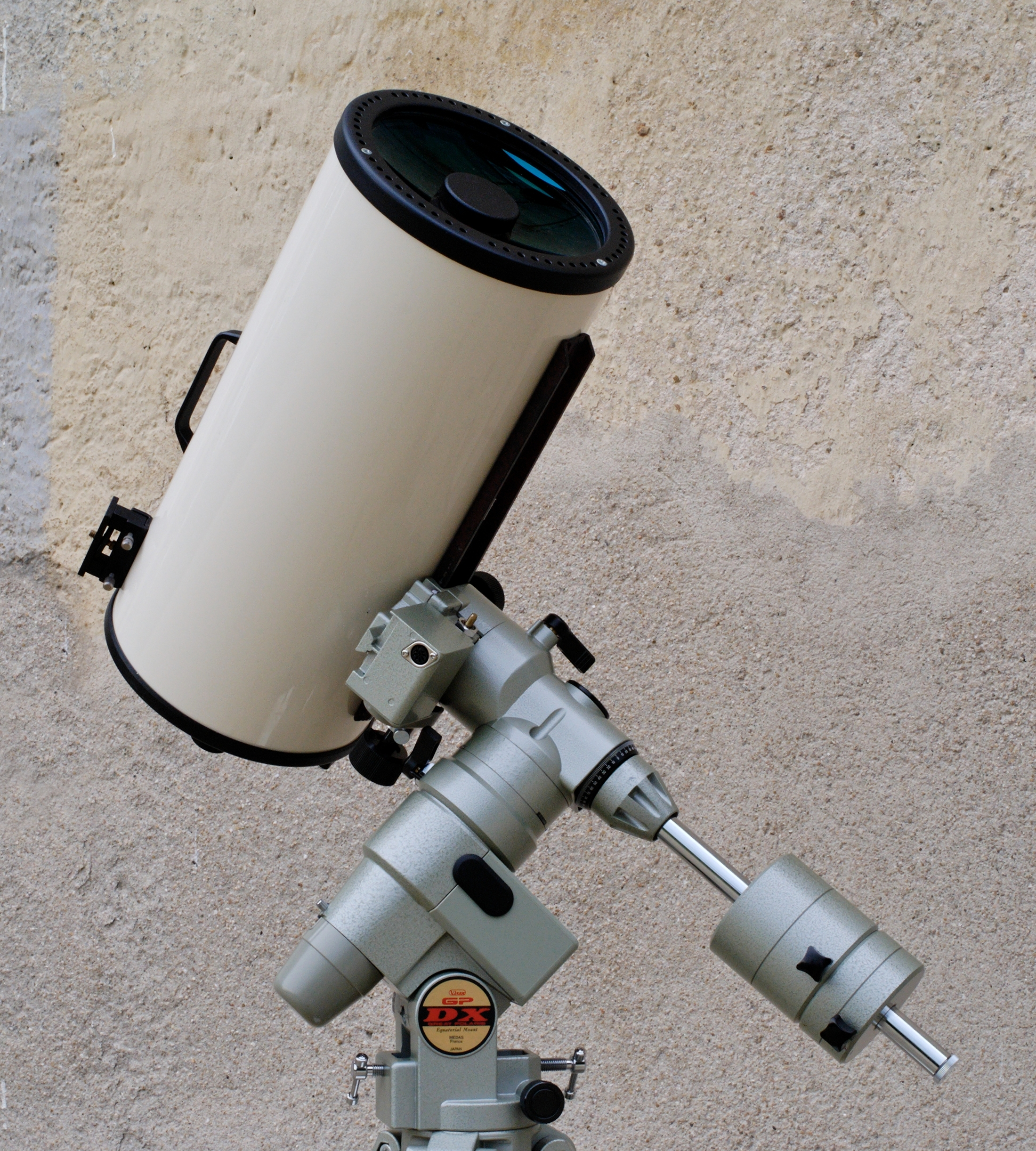
Telescopi Maksutov

Un altre catadiòptric és el Maksutov. Visiblement la seva característica més evident és el gruix del lent corrector, en forma de menisc còncau, amb una gran profunditat. El centre del vidre del corrector és aluminitzat en la seva cara interior, per convertir-se simultàniament en mirall secundari. Els telescopis catadiòptric Maksutov combinen gran obertura, longitud focal llarga, alt contrast i excel·lent nitidesa, ja que l'àrea aluminitzada al corrector és molt petita. És complicat per a construir i més aviat costós.